# MR-UR-100 Sotka
MR-UR-100 Sotka là tên lửa đạn đạo liên lục địa có trang bị đầu đạn MIRV được Liên Xô phát triển và triển khai từ năm 1978 đến 1993. Tên ký hiệu của NATO là SS-17 Spanker, tên định danh công nghiệp là 15A15. Tên lửa được thiết kế dựa trên tên lửa UR-100MR.

## Phát triển
OKB-586 phát triển dự án tên lửa MR-UR-100, một tên lửa có khả năng mang đầu đạn MIRV thay thế cho tên lửa UR-100 trong trang bị của Liên Xô khi đó. Trong quá trình thiết kế tên lửa mới có thể phóng từ giếng phóng của tên lửa UR-100, các kỹ sư vẫn bắt buộc phải tiến hành sửa đổi một số chi tiết thiết kế của các giếng phóng này để phù hợp với loại tên lửa mới, do loại tên lửa mới có thiết kế để phóng lạnh.
Việc phát triển tên lửa "UR-100 nâng cấp" được chấp nhận vào ngày 19 tháng 8 năm 1970 và việc phát triển được tiến hành cả ở OKB-586 và TsKBM (vốn là viện thiết kế tên lửa UR-100). Các cuộc thử nghiệm được tiến hành trong giai đoạn từ năm 1971 đến năm 1974. Việc triển khai tên lửa bắt đầu từ tháng 9 năm 1978. Phiên bản tên lửa MR-UR-100UTTh có tính năng cao hơn nhiều bắt đầu được phát triển từ năm 1979, các cuộc thử nghiệm được tiến hành trong giai đoạn từ năm 1977 đến năm 1979. Phiên bản tên lửa ICBM mới đã thay thế cho các tên lửa phiên bản đầu vào năm 1983, tại thời điểm đó, Liên Xô đang triển khai 270 bệ phóng tên lửa. Theo Hiệp ước Cắt giảm Vũ khí Chiến lược năm 1991 số lượng bệ phóng tên lửa đã giảm xuống còn 76. Tất cả đều được lên kế hoạch tháo dỡ và đưa ra khỏi kho chứa tên lửa.

## Tiểu thuyết
Trong một cuốn tiểu thuyết Chiến tranh thế giới thứ III, của Sir John Hackett, một đầu đạn của tên lửa MR-UR-100 phát nổ ở độ cao 3500m bên trên Birmingham, Anh vào thời điểm 10:30 GMT ngày 20/8/1985. Vụ nổ đã giết chết 300.000 người trong vòng vài phút, và thêm 250.000 chết vì vụ nổ sau đó.